# Pyrochlora rhanis
Pyrochlora rhanis là một loài bướm đêm trong họ Geometridae.

## Hình ảnh

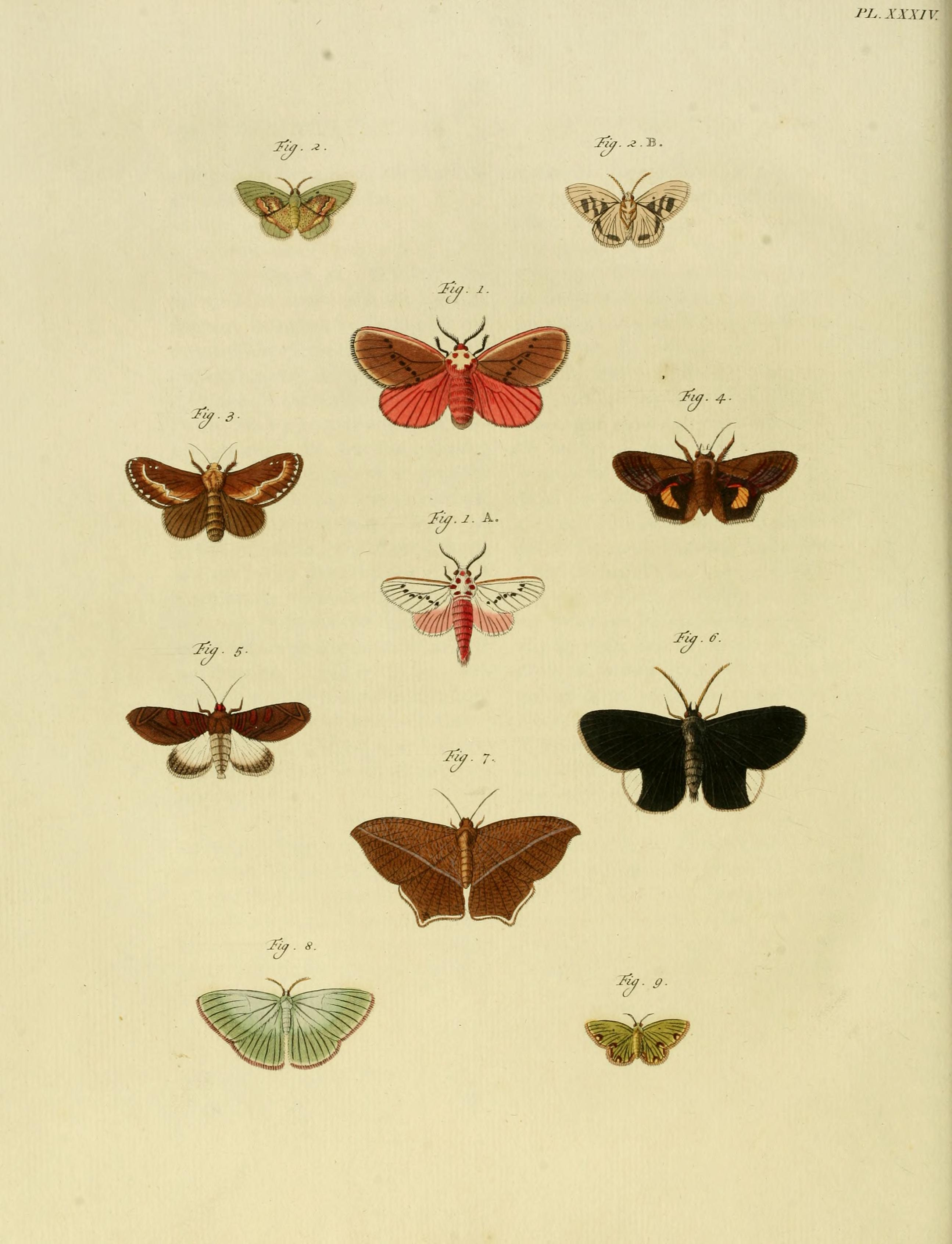